# Stow Bardolph
 (juillet 2023).
Stow Bardolph est une paroisse civile et un village du Norfolk, en Angleterre.